# Arnaud de Comps
Arnaud de Comps (Dauphin  – Jeruzsálem, 1163) a Jeruzsálemi Szent János Ispotályos Lovagrend nagymestere volt Jeruzsálemben. Elődje Auger de Balben volt, akitől a tisztséget 1162-ben vette át. Ő vezette a johanniták ellenállását a betörő szaracénokkal szemben. 1163-ban meghalt, utóda Gilbert d’Aissailly lett.